# Errekaleor
Errekaleor, inicialmente llamado "Un mundo mejor",  es un barrio de la ciudad de Vitoria, capital de la provincia de Álava en el País Vasco, España. Fue una urbanización levantada a las afueras de la ciudad destinada a viviendas para los trabajadores de la expansión industrial que inició a partir de la década de los años 50 del siglo XX. 
Surgido en la década de 1950 como barrio habitacional para las familias obreras llegadas a la ciudad en el primer desarrollo industrial de la misma, el barrio fue  incluido, en los primeros años del siglo XXI,  en el desarrollo urbanístico del sur de la ciudad por lo que se decretó el realojamiento de sus habitantes para su posterior demolición y reconstrucción como parte integrante del nuevo barrio de Salburua. Se reconstruiría con modernos edificios que albergarían el doble de viviendas que las que posee el barrio actual. Parte de sus terrenos fueron incluidos en la planificación del Anillo Verde de Vitoria. En ellos se construiría  el parque de Errekaleor que uniría los parques de Olárizu, al sur, y Salburua al norte. 
En el año 2013, una vez prácticamente finalizado el proceso de realojamiento de sus habitantes, fue ocupado por estudiantes del campus de Vitoria de la Universidad del País Vasco dando lugar a la mayor experiencia alternativa de autogestión desarrollada en España en la historia reciente denominada Errekaleor Bizirik (Errekaleor vivo).
En ese lugar se ubicaba  un miliario de Póstumo de la Vía XXXIV, Asturica Burdigalam del Itinerario de Antonino y en sus  inmediaciones estaba Suestasium, una domus romana situada a orillas de la calzada romana .

## Etimología

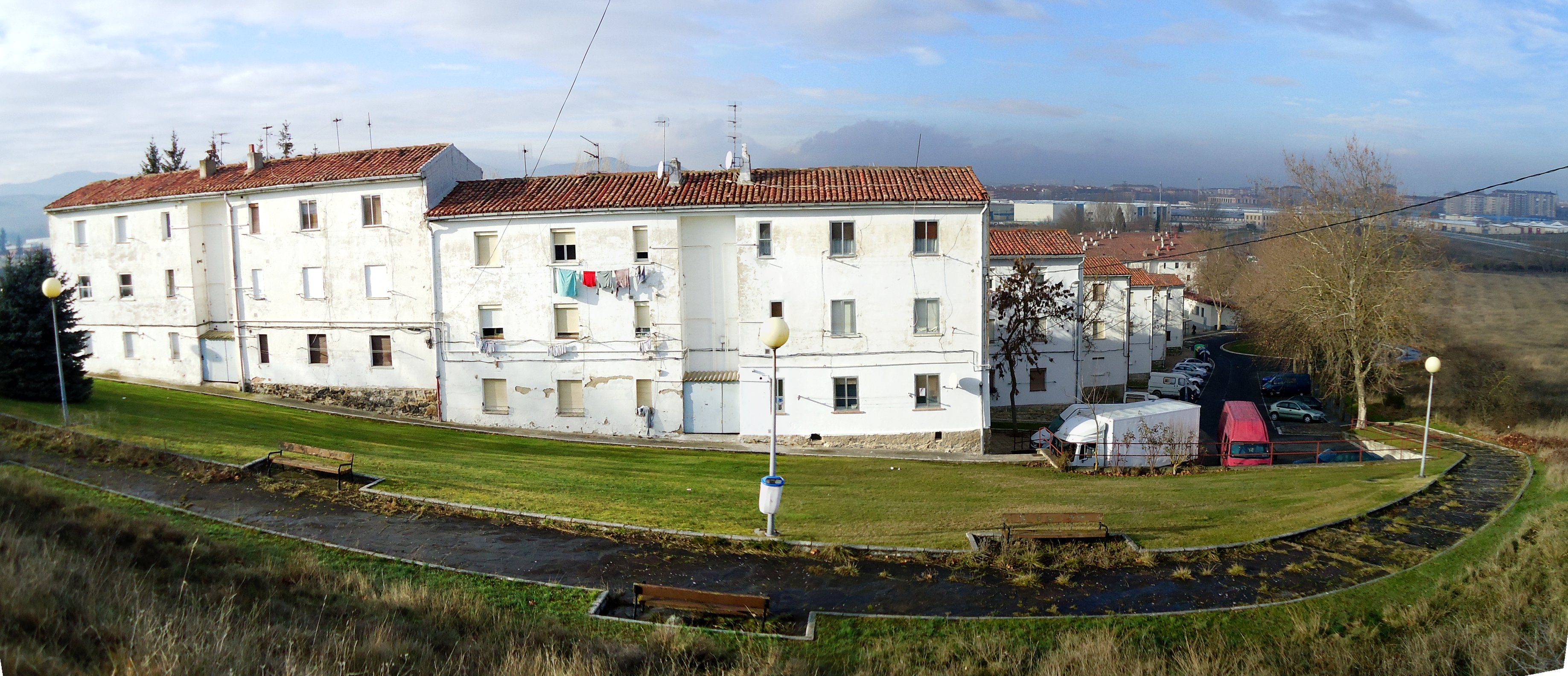
Bloques de edificios de Errekaleor en el año 2010, antes de la ocupación y puesta en funcionamiento del proyecto autogestionario.

"Errekaleor" en euskera significa "arroyo seco", de los términos eúscaros erreka  que significa "arroyo" y lehor, "seco".

## Historia
En la década de los años 50 del siglo XX la ciudad de Vitoria comienza una etapa de desarrollo basada en el establecimiento de industria, desarrollo que toma impulso en la década siguiente con el Plan de Estabilización de 1959, mucha de ella trasladada desde la localidad guipuzcoana de Éibar y con  la implantación de las factorías de Mercedes y Michelin. Estas nuevas industrias hacen de atracción a muchos trabajadores de otras localidades y partes de España, surgiendo la necesidad de nuevas viviendas para ellos. En este contexto social se construye, a las afueras de la ciudad, en la parte sureste de la misma, el barrio obrero de Errekaleor, que toma el nombre del pequeño río que forma la vaguada en el que se asienta, aunque, inicialmente, se le dio el nombre de "Un mundo mejor" (también aparece como "El Mundo Mejor" y "Mundo Mejor"). 
El barrio fue impulsado por el Secretariado Social Diocesano y el padre Carlos Abaitua Lazpita que apoyó la creación de La Cooperativa Alavesa de Viviendas "El Mundo Mejor"  que fue quien promovió el barrio de Errekaleor, que fue construido siguiendo las directrices de la época para este tipo de viviendas que surgían del objetivo del régimen franquista de proveer a cada familia de una vivienda asequible. Se construyeron 192 viviendas distribuidas en 16 bloques, con 2 portales por bloque, para dar alojamiento a unas 1200 personas.
El barrio fue ocupado en su totalidad por familias cuyo sustento provenía del trabajo en la industria de la zona. Uno de los cinco asesinados en los sucesos del 3 de marzo de 1976 por la represión policial, Barroso Romualdo, era vecino del mismo.
En diciembre de 2000 el ayuntamiento de Vitoria aprueba el Plan General de Ordenación Urbana de Vitoria, el cual contempla la expansión de la ciudad por Salburua y Zabalgana. Dicha expansión se dividió en quince sectores,  nueve de ellos en el primer barrio y los seis restantes en el segundo. El sector 14, denominado  de Olarán, incluye los terrenos del barrio de Errekaleor que debería ser derribado y posteriormente reconstruido con una nueva estructura urbana integrada en el barrio de Salburua. Para ello se precisaba el desalojamiento y realojo de los sus vecinos, por lo que en esas fechas se abrió  un periodo de propuestas y negociaciones con los vecinos para tal fin.
En el año 2002 el ayuntamiento de Vitoria, dirigido entonces por el Partido Popular, decide demoler el barrio para prolongar el nuevo barrio de Salburua hacia el sur y construir un parque que enlazara los parques de  Olárizu, al sur, y Salburua. La sociedad municipal dedicada al proceso de expansión urbanística de la ciudad, Ensanche XXI, es la encargada de abrir un proceso de realojo para sus habitantes. En 2005 se abre un concurso de ideas en el que el 18 de enero de 2006 se presentan 5 propuestas arquitectónicas para reconstruir el barrio.

### El desalojo del barrio

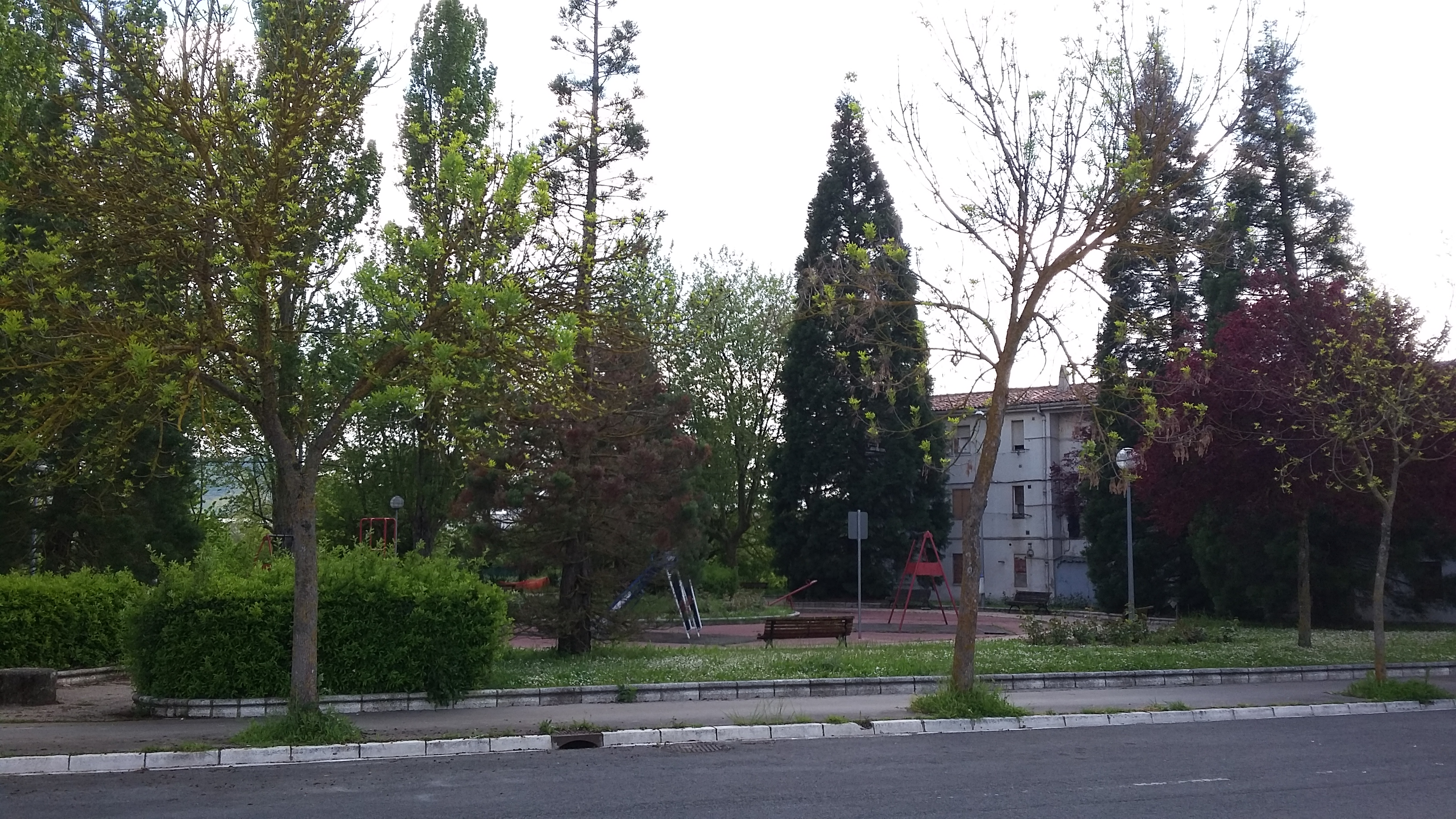
Parque del barrio.

En 2004 el ayuntamiento tasa los pisos del barrio en 88.801 € y da a los vecinos tres alternativas, canjearlo por un piso nuevo protegido de 68 metros con tres dormitorios y trastero con opción a garaje, comprar un piso nuevo protegido de 55 metros con aparcamiento o comprar una vivienda protegida mayor de 68 metros, pagando la superficie de diferencia, en los nuevos barrios de Salburua, Zabalgana o al nuevo polígono de Esmaltaciones San Ignacio. Estas viviendas serían de protección convirtiéndose en viviendas libres en 20 años, los vecinos podían poner sus preferencias y luego se realizaría un sorteo.
En enero de 2005 se plantea a los vecinos lo que el ayuntamiento llamó "última oferta" y un plazo de una semana para decir si aceptan o no dicha propuesta. El ayuntamiento exigía una mayoría importante de vecinos a favor de la propuesta para el realojo. Antes del 19 de enero, fecha en la que la asociación vecinal de Errekaleor dio la respuesta, ya habían firmado el acuerdo 98 familias de las 192 residentes en el barrio. El ayuntamiento pide que haya un mínimo de 160 partidarios del realojo para realizarlo, expropiando al resto. El resultado de la votación para la aprobación del realojo fue; de 192 viviendas, votaron 156 de las cuales 134 aceptaban la oferta mientras que 22 se oponían. Aun cuando el gerente de la agencia "Ensanche 21" afirmaba que era "una mayoría importante" decía que debía ser el ayuntamiento quien decidiera ya que no era suficiente para realizar el realojamiento.
El 23 de enero la corporación vitoriana decide dar luz verde al realojo y con ello al derribo del barrio. El concejal de urbanismo, Jorge Ibarrondo, manifiesta que el resultado de la votación representa casi el 70% de los propietarios, y un porcentaje superior al 60% requerido por la ley para poner en marcha una remodelación urbanística como la que se pretende acometer en Errekaleor, esperando abrir negociaciones y acercar la cifra de acuerdo al 90%. Una vez tomada la decisión el derribo del barrio se prevé en dos años. En febrero se elige la propuesta de rediseño del barrio de entre cinco presentadas (VCVC Arquitectos, Tracte Plan, Pablo Carretón Gil, Juan Adrián Bueno y Ángel Luis Bellido).
Se aprueba el plan parcial del sector 14 de Salburua, donde estaban previstas 1.511 viviendas. lo que supone el primer paso para la urbanización y posterior edificación del área integrando el barrio en el nuevo Salburua. El proyecto elegido en el concurso de ideas para el rediseño del barrio de Errakaleor es el del urbanista madrileño Ramón López de Lucio que junto al estudio VC Arquitectos y el arquitecto Antonio Vélez propone la edificación de 392 viviendas que serían reducidas a 332 realizadas en varios bloques entre los que destaca dos torres de 14 plantas, un edificio de 5 plantas y otro de 7, todos rodeando una plaza de 7000 metros cuadrados.

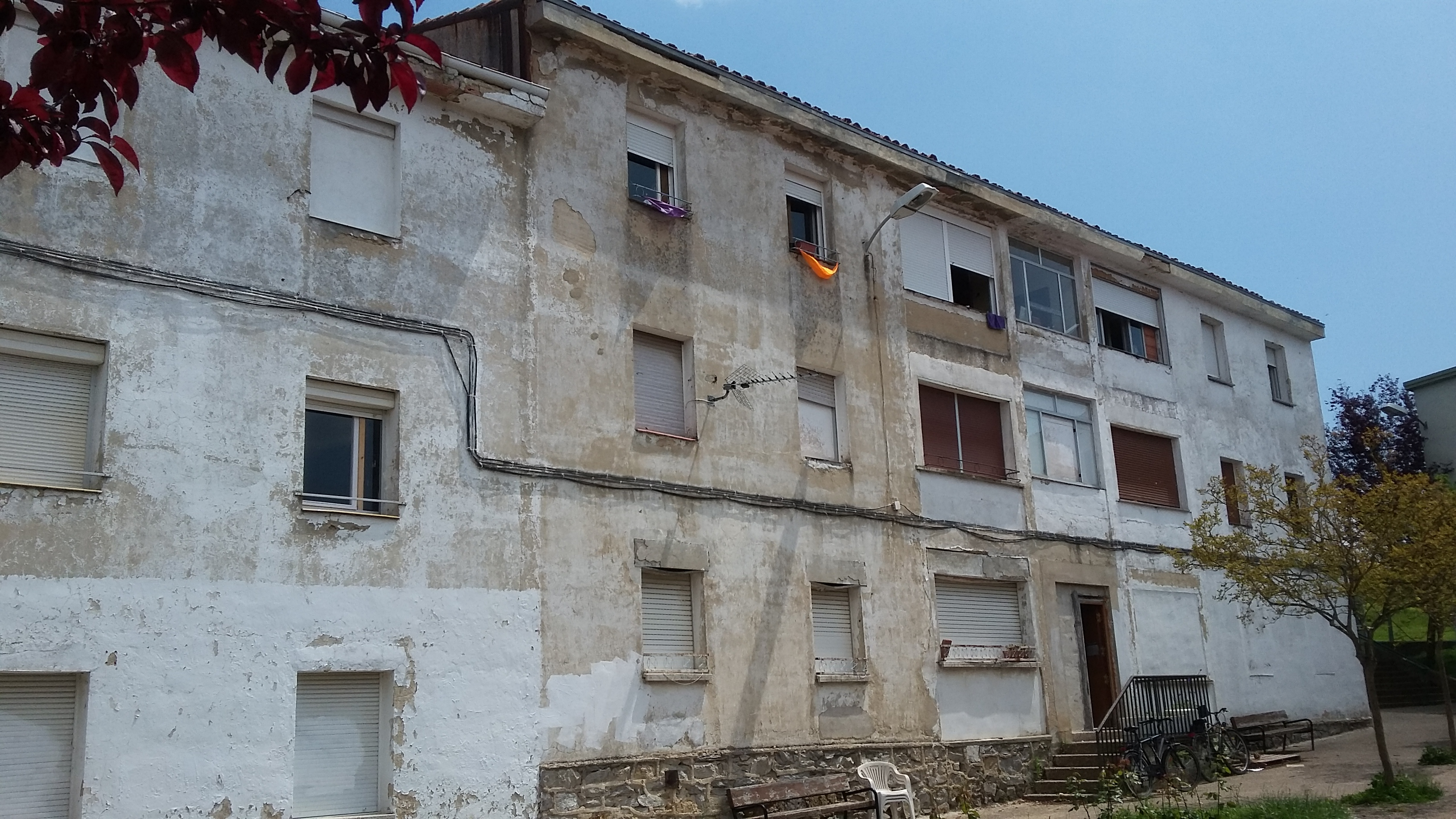
Bloque de viviendas.

A principios de marzo de 2006 un grupo de vecinos opuestos al realojo crean una plataforma para impedir el desalojo del barrio y prevén la vía jurídica para evitarlo. La asamblea fundacional de la plataforma, realizada en el cine del barrio, contó con una asistencia de más de 70 personas, poniendo en duda las 140 familias con las que el ayuntamiento afirmaba tener acuerdos. La plataforma, denominada "Plataforma de Afectados de Errekaleor", queda constituida por 43 familias rechazan el plan de derribo del barrio y el realojo.
El 5 de abril de 2006 se firma el primer contrato de realojo. La nueva vivienda está ubicada en la Avenida del Mediterráneo en el barrio de Zabalgana. Queda fijado en número de acuerdos en 137, de las 192 viviendas existente en el barrio.
El 16 de agosto de 2006 se publica en el Boletín Oficial del Territorio Histórico de Álava el plan parcial del sector 14 de Salburua que oficializa el derribo del barrio, en septiembre la plataforma vecinal lo denuncia, el portavoz de la plataforma, Albino Joaquín, afirma que 

la oferta de realojo realizada por el Consistorio es todo menos un chollo. No estamos dispuestos a entregar nuestras viviendas libres a cambio de otras de protección oficial por espacio de veinte años. .../... Si rechazan este recurso, iremos al contencioso. Nadie ha pedido que nos tiren nuestros pisos. Queremos quedarnos en nuestro barrio.

El ayuntamiento manifiesta que no habrá presiones ya que no hay prisa, dicen que "de las 192 familias que habitan en Errekaleor, 161 han expresado su opinión sobre el plan de realojo. En 136 casos es positiva. Las otras 25 lo han rechazado".
El 5 de octubre de 2006 se realiza, en el cine del barrio, el sorteo de pisos de realojo para 126 familias con las que el consistorio de Vitoria tiene acuerdo. El sorteo es rechazado por la plataforma de afectados que lo tacha de "ilegal".
A finales de enero de 2007 163 de las 192 familias que residían en Errekaleor habían mostrado su disposición a permutar su vivienda por un piso de protección oficial en Salburua o Zabalgana. La plataforma contra el realojo lleva denuncia en la sala de lo Contencioso-Administrativo del Tribunal Superior de Justicia del País Vasco diferentes aspectos del plan municipal, tal como había anunciado en octubre del año anterior. En marzo de 2008 el recurso estaba aún pendiente de resolución por parte del Tribunal Superior de Justicia del País Vasco, que fallaría a favor de los vecinos en 8 de octubre de ese año afirmando que vial central proyectado en el barrio «es disconforme» con el Plan General .
El 15 de mayo de 2007 se aprueba, con los votos favorables del PP y del PSE en la comisión de Urbanismo, la modificación del Plan General de Ordenación Urbana, que permite las actuaciones en el sector 14 de Salburua y con ello el derribo de Errekaleor.
En junio de 2007 ya habían sido realojadas 33 familias, otras 25 tenían firmado un acuerdo y 105 un preacuerdo con el ayuntamiento para el realojo, mientras que 29 se seguían negando a dejar su casa. El ayuntamiento afirmaba que 163 familias del barrio estarían realojadas en el año 2008.
En los primeros días de enero de 2008 se produce un intento de ocupación de alguno de los pisos vacíos por parte de desconocidos. A finales de noviembre el ayuntamiento comienza a tapiar las puertas y ventanas de los pisos vacíos de Errekaleor, los responsables municipales afirman que "no estamos dispuestos a permitir que algunas personas se aprovechen de la situación y entren de forma ilegal a las viviendas". Albino Joaquín, representante de la plataforma de afectados manifiesta que la medida es una coacción para forzar la marcha e los vecinos que se niegan al realojo. El plan de realojo, que es ese momento afectaba a 157 familias de las cuales 56 ya estaban en nuevas casas y 101 estaban aún esperando piso, de va ejecutando con un vacío normativo que permite la venta de los pisos de particulares a la agencia de gestión "Ensanche XXI" o el alquiler del piso vacío a otro usuario.

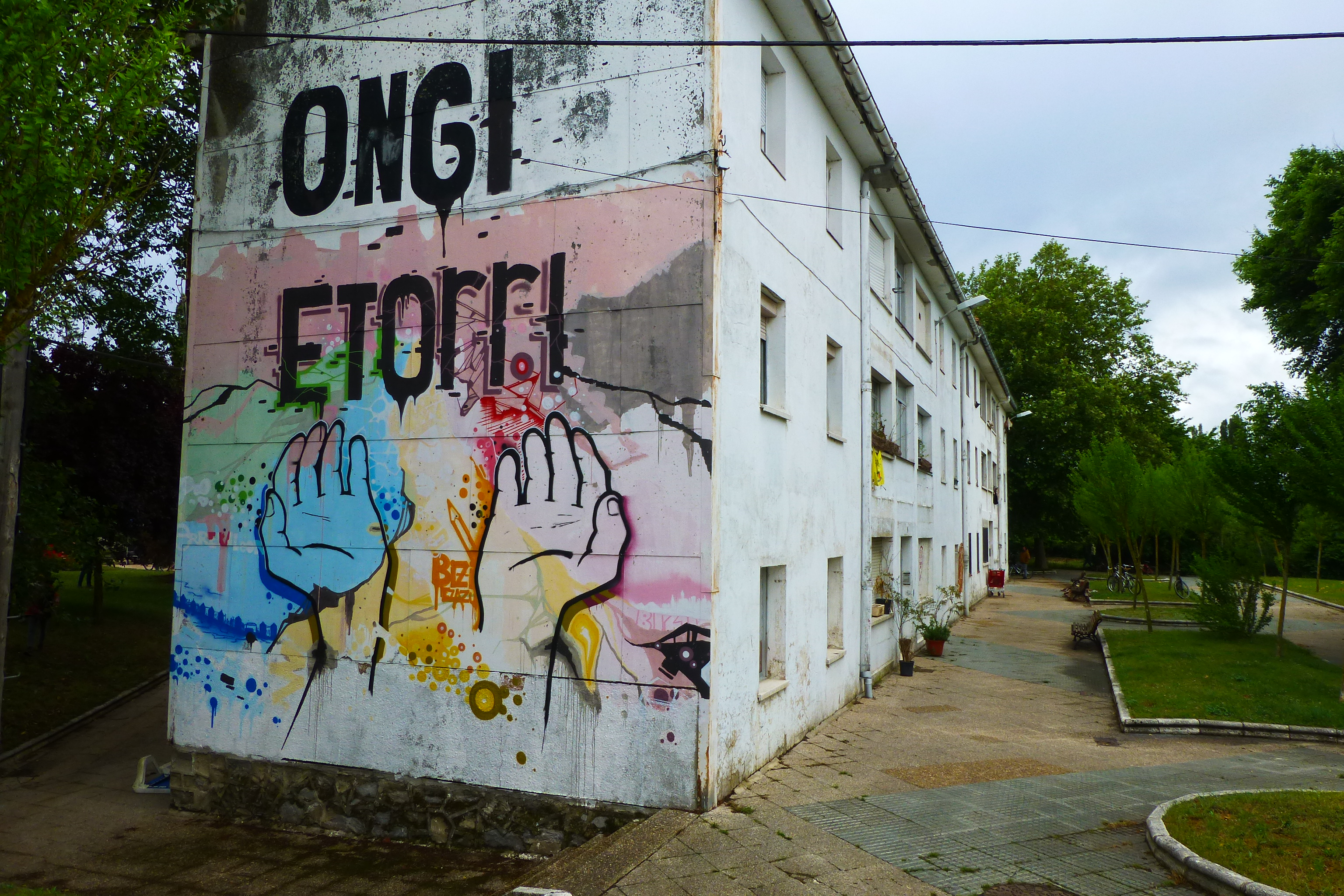
Mural de bienvenida en la fachada del primer bloque del barrio..

En enero de 2009 el ayuntamiento de Vitoria acuerda con el Gobierno Vasco la construcción de los pisos en la ampliación de Salburua, en los que se incluyen los que ocuparán el solar de Errekaleor, destinando una buena parte de ellos a vivienda social.
A mediados de enero de 2010 el ayuntamiento de Vitoria encarga un proyecto de expropiación para hacerse con las viviendas de las 35 familias que se niegan a acordar el desalojo del barrio, aun así afirman que es "el último recurso y nunca a corto plazo, sino a futuro". La sociedad Ensanche 21 saca a concurso la redacción del proyecto de expropiación en febrero y espera tenerlo listo en 4 meses.
El 30 de julio de 2010 se aprueba el plan definitivo de la urbanización de Errekaleor, en el que se recoge la construcción de 375 pisos de ellos 150 con algún tipo de protección (VPO o pisos tasados) y el resto, 225, libres. En esa fecha quedan 12 familias que se niegan al realojo. 
El 10 de octubre de 2010 el ayuntamiento de Vitoria y los propietarios de los terrenos del Sector 14 de Salburua acuerdan congelar el plan urbanístico que completaría el Plan General debido a la crisis económica. Con ello el derribo de Errekaleor queda paralizado. Para entonces de las 192 familias que habitaba el barrio 175 han aceptado el realojo y 15 mantienen su negativa. El ayuntamiento de Vitoria inicia un expediente de expropiación asegurando que requisará las viviendas de esas familias para primavera de 2011.
La situación se mantuvo en el tiempo que dando, poco a poco, cada vez menos vecino en el barrio y este en una situación mayor de abandono. En el año 2013 solo quedaban 10 propietarios viviendo en el barrio. En primavera de 2015 ya no queda ninguna familia por realojar tras el proceso de expropiación forzosa que había culminado en enero de 2015. En marzo de 2016 se ejecuta la expropiación de los últimos pisos que quedaban por librar que es queda libre en febrero de 2017 tras firmar su inquilina con el ayuntamiento su desalojo el 21 del mismo mes.
Queda por fallar el Superior de Justicia del País Vasco en el conflicto abierto por la Plataforma contra los realojos.

### Ocupación

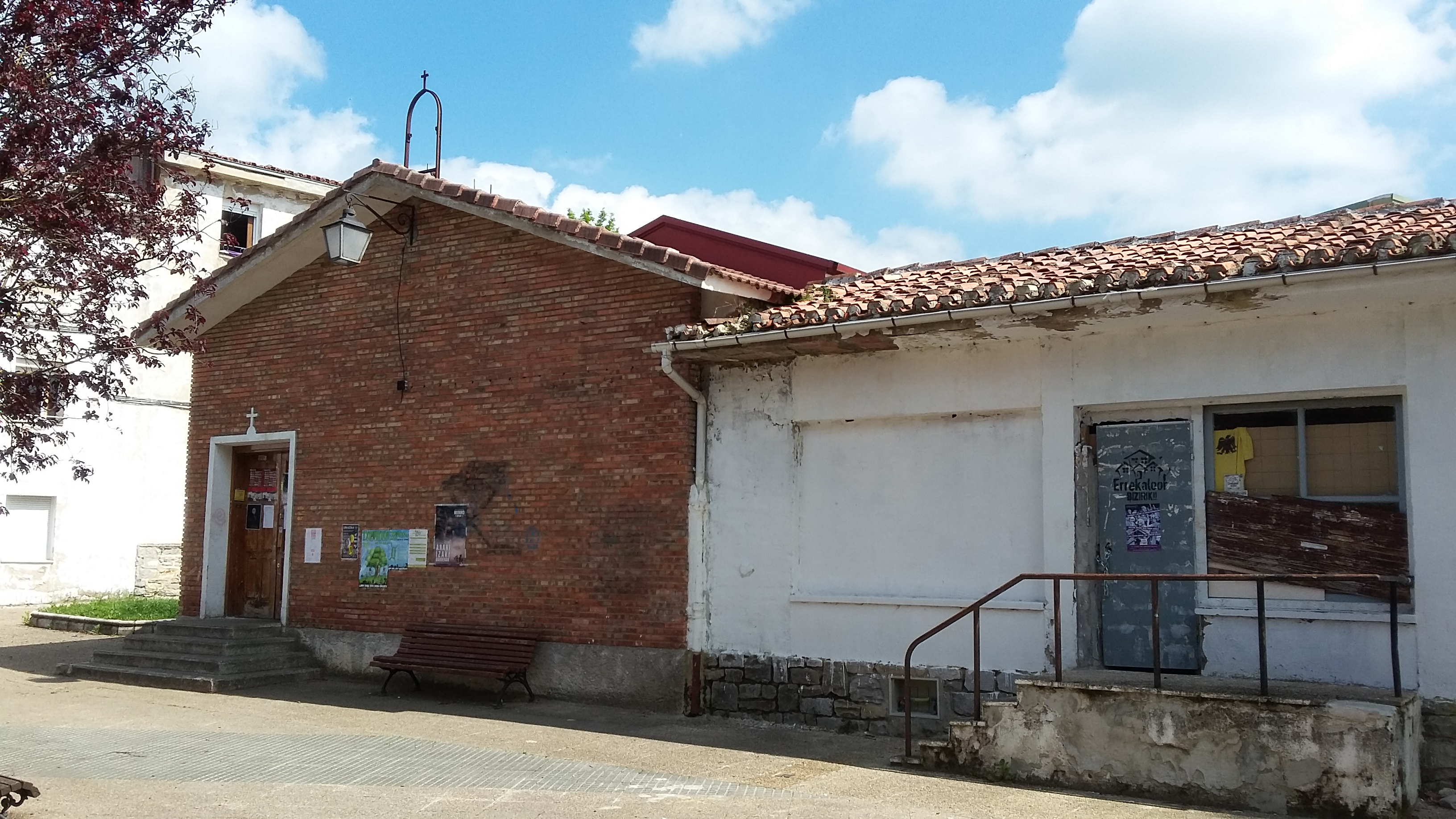
Antigua iglesia parroquial reconvertida en gaztetxe o centro social okupado.

El 3 de septiembre de 2013 un grupo de diez estudiantes del campus de la Universidad del País Vasco (UPV/EHU) de Vitoria ocupan las viviendas del portal número 26, tras acordarlo con los vecinos que quedaban, comenzando una experiencia de autogestión liderada por estudiantes y activistas del movimiento juvenil vasco, que llamaron Errekaleor Bizirik (Errekaleor vivo). Una acción que denunciaba la especulación urbanística que era la causante del abandono del barrio, así como la dificultad que los jóvenes tiene para conseguir viviendas.
Las actividades iniciales se centraron en la recuperación de las viviendas y de los servicios sociales. Abrieron el cine, pusieron de nuevo en marcha el frontón, plantaron huertas, pintaron murales, construyeron gallineros, abrieron la biblioteca, la guardería, una imprenta, una panadería y comenzaron a gestionar una ambiciosa programación cultural, todo ello basado en un sistema de gestión asamblearia alternativo al sistema capitalista imperante.
Los participantes en el proyecto fueron creciendo llegando a los 120 jóvenes la mayoría de ellos estudiantes universitarios.
Las 192 viviendas están distribuidas en 32 portales en 16 bloques a razón de seis viviendas por portal. La organización habitacional se realiza por portal siendo esta la unidad de participación en la organización de la comunidad. El barrio cuenta con un cine de 115 asientos, la Iglesia católica (reconvertida en gaztetxe), la iglesia evangélica (reconvertida en local de ensayos de música), casa social (escuela, biblioteca, taller de artesanía, sala de reuniones... ), un frontón de 12 números cubierto, panadería, bares, huerta, imprenta y gallinero.

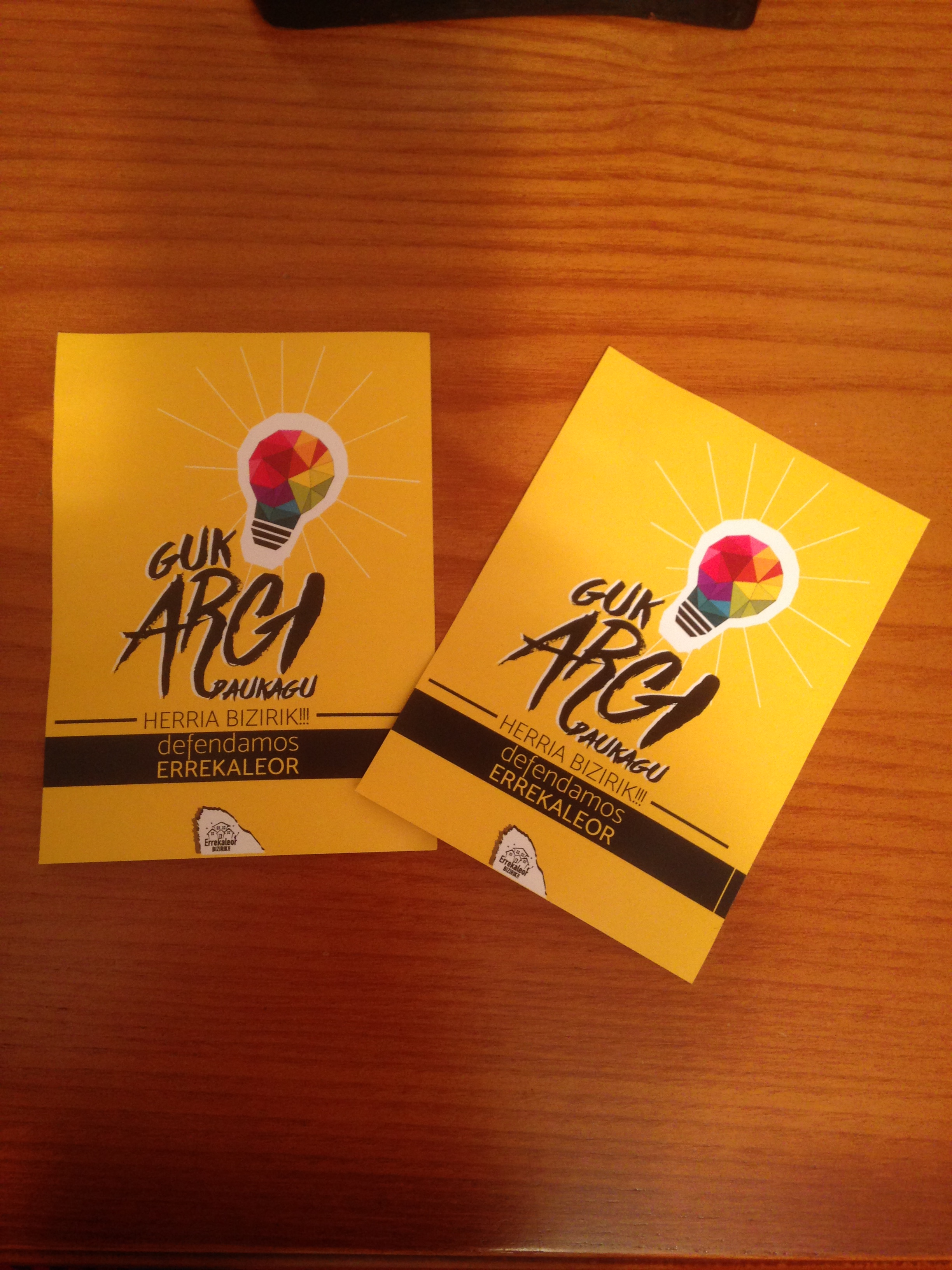
Lema de las protestas y manifestaciones contra el derribo del barrio.

#### Intentos de frustrar la ocupación y el proyecto
En febrero la sociedad municipal Ensanche 21, aprueba el desahucio de las seis viviendas ocupadas, en marzo de 2014 personal del ayuntamiento cortó la luz y cambió la cerradura del frontón.
El 30 de marzo de 2015 protegidos por la policía local y por la Ertzaintza (policía autonómica), operarios de la empresa de distribución eléctrica Iberdrola cortan el fluido eléctrico al barrio. El ayuntamiento, impulsor de la medida, disculpa la acción diciendo que 

los últimos informes periciales han determinado que existe riesgo para la seguridad de las personas que habitan ilegalmente esos inmuebles, de manera que deben ser desalojadas para garantizar su seguridad.

El 12 de noviembre de 2015 los representantes de Errekaleor Bizirik se reúnen con el alcalde, Gorka Urtaran del PNV, y con el coordinador general de Medio Ambiente del Consistorio, Álvaro Iturritxa, y este les ofrece el traslado a otro emplazamiento, al barrio de Aretxabaleta, dejando libre para el derribo el de Errekaleor. La comisión de Errekaleor Bizirik rechazó el ofrecimiento, tras un proceso de asambleas el grupo respondió 

Es imprescindible seguir en Errekaleor. Por las condiciones físicas que ofrece, por el trabajo realizado, por la convivencia creada, y sobre todo, porque como el propio nombre Errekaleor Bizirik indica, revivir el barrio es una de las bases de proyecto. .../... Creamos Errekaleor Bizirik en respuesta a muchos aspectos de nuestra vida, mediante la autogestión y el asamblearismo. De este modo, la persona que está acostumbrada a comportarse como sujeto pasivo, pasa a ser un agente activo y responsable de su propia vida; cada persona se convierte en protagonista de su presente y de muchos factores que afectan a su día a día .../... Errekaleor Bizirik ejerce muchos derechos que las instituciones no consiguen garantizar, y además vive la cultura, el ocio, la alimentación y otros ámbitos de la manera que desea.

El consistorio vitoriano mantiene la presión para el desalojo del barrio. Una vez propietario de todas la viviendas se proponía demoler las mismas antes de finalizar el año 2016. Los integrantes de Errekaleor Bizirik abren un nuevo frente judicial contra la agencia Ensanche 21 dificultando así su desalojo. Mientras el Partido Popular insta al ayuntamiento de Vitoria al desalojo del barrio. Por parte de los integrantes del proyecto se realizan diferentes movimientos para obstaculizar el desalojo, como el empadronarse en los domicilios ocupados.
A finales de noviembre de 2016 el Partido Popular presenta en el ayuntamiento de Vitoria una propuesta para desalojar a los miembros de Errekaleor Bizirik del barrio. La propuesta es apoyada por el Partido Nacionalista Vasco y el Partido Socialista de Euskadi-EE que forman el gobierno municipal. La propuesta es activar el procedimiento de "desahucio por precario". Los partidos EH Bildu y Podemos se opusieron. La propuesta pretende que un juez decrete que los jóvenes viven en precario y que por tanto las viviendas tienen que volver a manos del Ayuntamiento. Este procedimiento no tiene plazos y podría alargarse en el tiempo.
Junto al acuerdo del procedimiento de desahucio por precario, se incrementa la vigilancia policial en el entorno del barrio. Se denuncian amenazas y agresiones por parte de los integrantes del proyecto provocando un aumento de la presión sobre el colectivo.

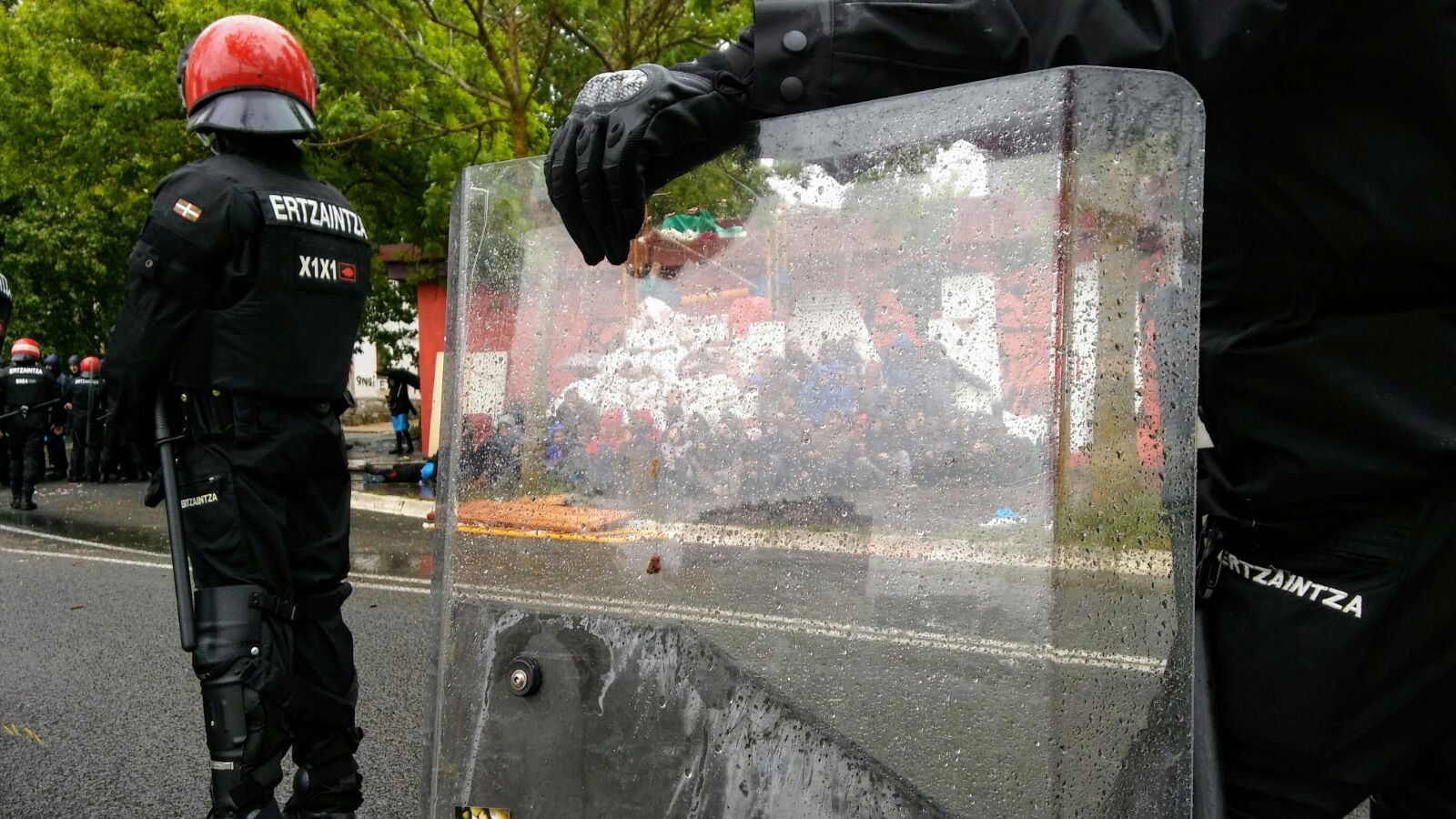
Intervención de la Ertzaintza en contra del proyecto.

La mañana del 18 de mayo de 2017 personal de Iberdrola y una amplia dotación de la policía antidisturbios de la ertzantza (la llamada brigada móvil) se presentan en el barrio con la intención de cortar el suministro de energía eléctrica. Aunque la intención era la ocupación del barrio la resistencia que opusieron sus vecinos junto a otras muchas personas que se sumaron a la ellos, no permitieron la entrada policial en el mismo. El cuerpo de bomberos de Vitoria manifestó que "solo entraría en el barrio si se produjera alguna emergencia". La orden del corte del suministro eléctrico la dio el departamento de industria del gobierno vasco. El ayuntamiento, propietario de los inmuebles, negó que fuera a iniciativa suya. Aun así el entonces alcalde de Vitoria, Gorka Urtaran,  manifestó que 

dicha intervención fue correcta y absolutamente necesaria porque estaba más que justificada.

 El alcalde insistió en que siempre ha querido dialogar, negociar y mostrar otras alternativas para recolocar a este colectivo en otros puntos de la ciudad lo cual ha sido rechazado por Errekaleor bizirik, que según él, tienen en su ADN el no negociar porque es un colectivo antisistema, que no quiere hablar con las administraciones públicas. Gorka Urtaran expresó que 

el objetivo del Ayuntamiento siempre ha sido muy claro: derribar Errekaleor para hacer allí un proyecto de huertas ecológicas que dé continuidad al Anillo de Gasteiz. Nunca hemos contemplado que el barrio se quede como está, se trata de recuperar lo que antiguamente fue un terreno verde, al estilo Basaldea, pero nunca especular en esa zona.

Los miembros de Errekaleor bizirik niegan peligros en la instalación eléctrica, y hacen hincapié en que el ayuntamiento quiere echarlos de allí y derribar los edificios para acabar de esa forma con el proyecto de autogestión. Tras el corte del suministro eléctrico y la retirada de la instalación de acometidas a los edificios, el colectivo responsables del proyecto Errekaleor bizirik, hace un llamamiento a la cesión de generadores eléctricos para suplir la falta de suministro.
El 24 de mayo el alcalde, Gorka Urtaran, compadece en una sesión de urgencia convocada por el PP y por EH Bildu con motivo al corte de suministro eléctrico realizado días antes. En ella manifiesta que ha instado ya a Ensanche 21 a que vaya preparando el proyecto de derribo del barrio de Errekaleor. Manifiesta que los "okupas" son intransigentes, que han rechazado cualquier alternativa propuesta como la realizada en octubre de 2015 para trasladarse al barrio de Aretxabaleta y poder dar respuesta a un proyecto de autogestión que respete unas mínimas reglas de juego, afirmando que "no quieren respetar ninguna regla y para ellos es quedarse en Errekaleor o nada". Mostró, también, el mal estar por unas pintadas hechas en las sedes del PNV (batzoki) que considera amenazantes y de cuya autoría hizo responsable a los miembros del proyecto de autogestión. Afirmando que esos terrenos no serán destinados a la construcción en los próximos 25 años, sino a completar el "Anillo Verde" de la ciudad.
Ante las acciones emprendidas por el Gobierno Vasco y el ayuntamiento de Vitoria, el movimiento "Errekaleor bizirik" responde con la convocatoria de una manifestación el 3 de junio de 2017 que comenzando en la céntrica plaza de la Virgen Blanca recorrería la ciudad hasta Errekaleor, donde se celebraría un acto cívico  culminando con un concierto del grupo vasco de rock "Berri Txarrak". Junto a la búsqueda de apoyo popular, los responsables del proyecto de autogestión, anuncian la decisión de convertirse en la “mayor isla autosuficiente del sur de Europa”. Para ello diseñan y ponen en marcha un plan para dotar al barrio de energía eléctrica mediante 550 placas solares cuya instalación se realizará mediante una campaña de micromecenazgo de 40 días de duración.
El sábado 3 de junio de 2017 se realizó la manifestación convocada por los miembros del proyecto "Errekaleor Bizirik" en apoyo al mismo y contra la intención del gobierno municipal de Vitoria de derribar los 16 bloques de viviendas que conforman el barrio para poner de esta forma fin al proyecto de autogestión y, construir, según afirman, un espacio de huertas lúcidas (los terrenos donde se asienta el barrio están dentro del plan urbanística de  ampliación del nuevo barrio de Salburua). La manifestación fue multitudinaria con una afluencia de miles de personas llegadas de todos los puntos del País Vasco así como de diversos lugares de España y otros países, se realizó bajo el lema  “Guk argi daukagu” (“Nosotras y nosotros lo tenemos claro”). Previa a la salida desde la plaza de la Virgen Blanca 13 columnas recorrieron la ciudad para confluir en el punto de partida. Junto a la manifestación se recibieron apoyos al proyecto de diferentes colectivos de todo tipo y de diversos lugares de diferentes países.
Diferentes momentos de la manifestación de apoyo a "Errekaleor bizirik" del 3 de junio de 2017

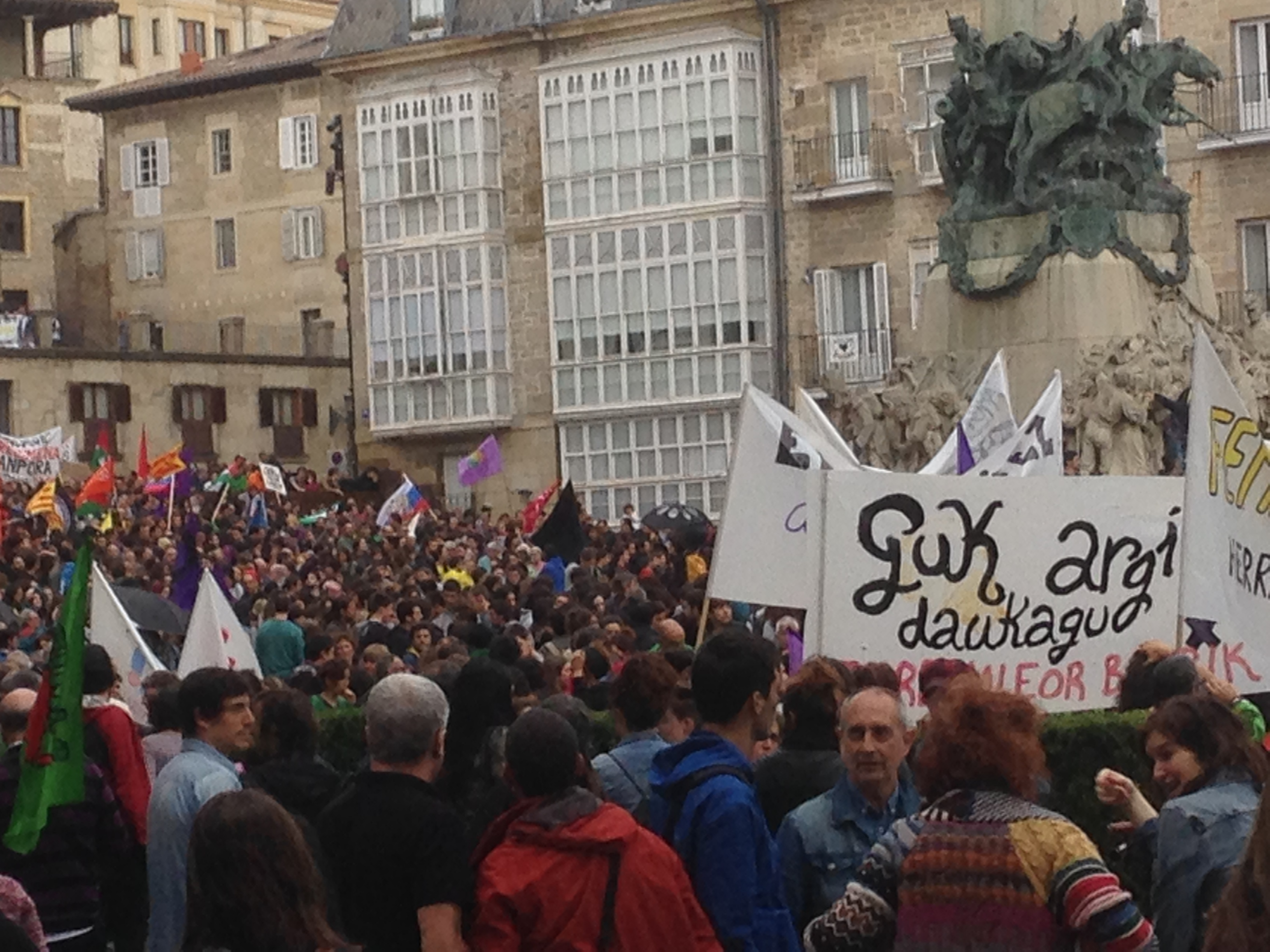
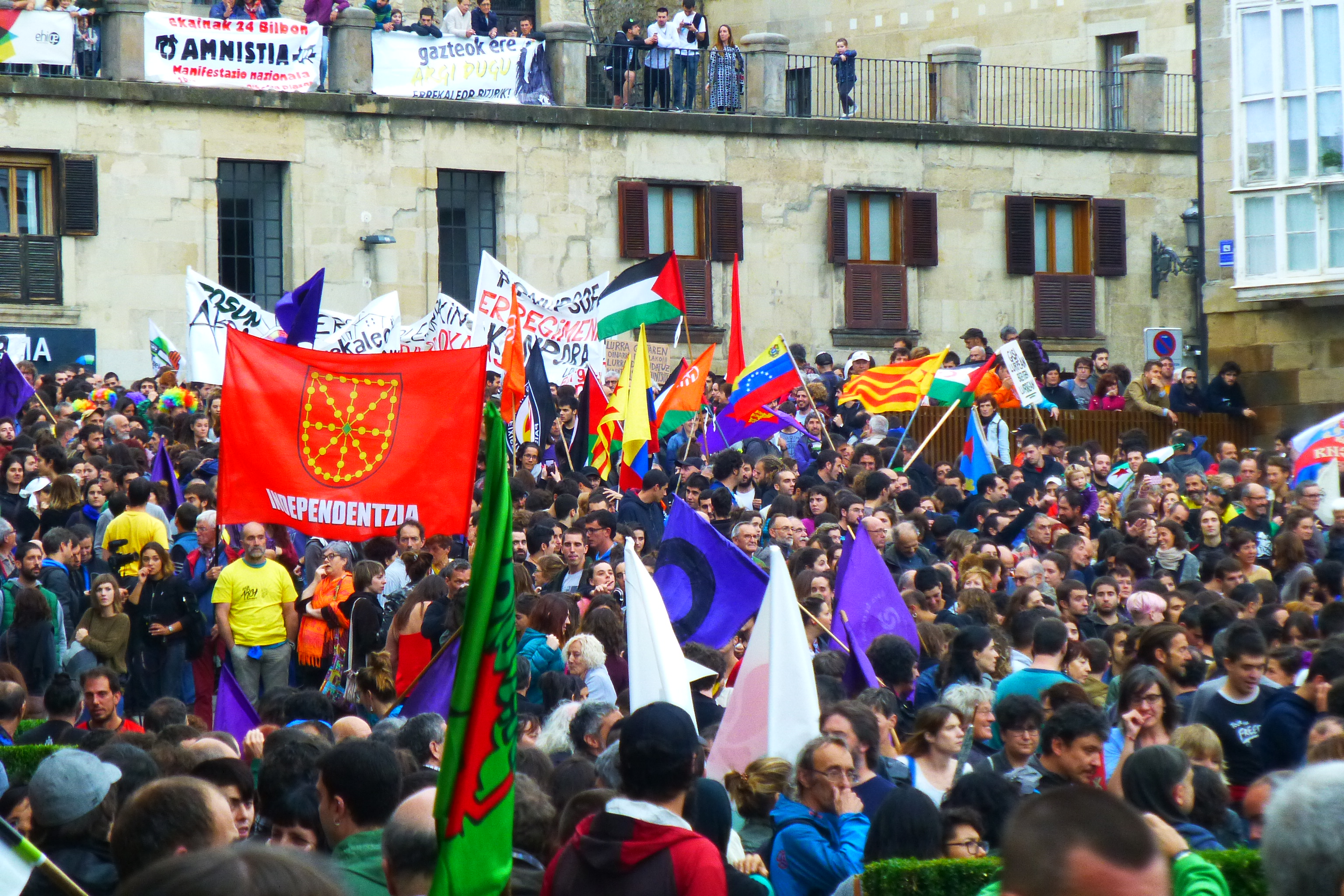
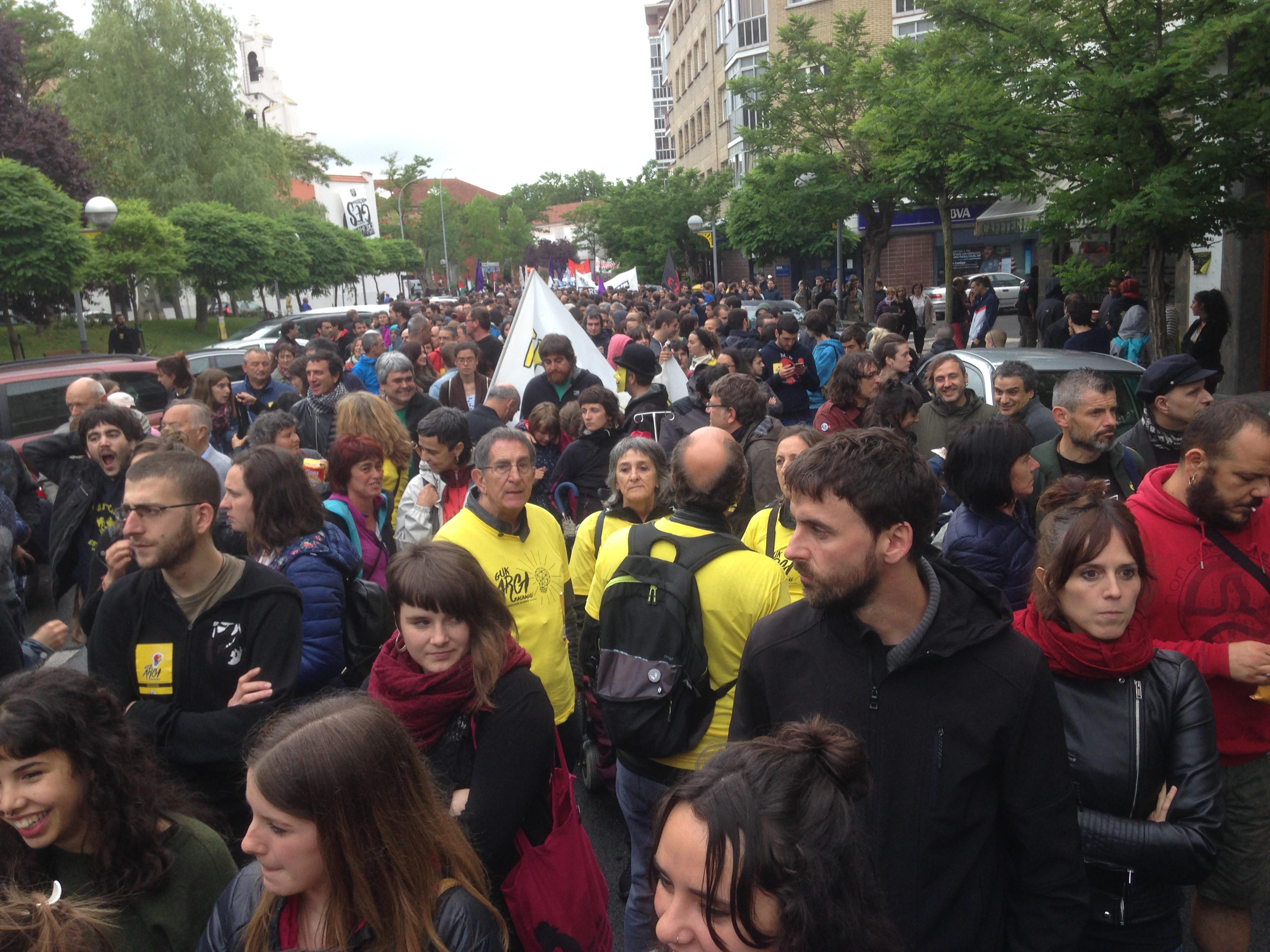
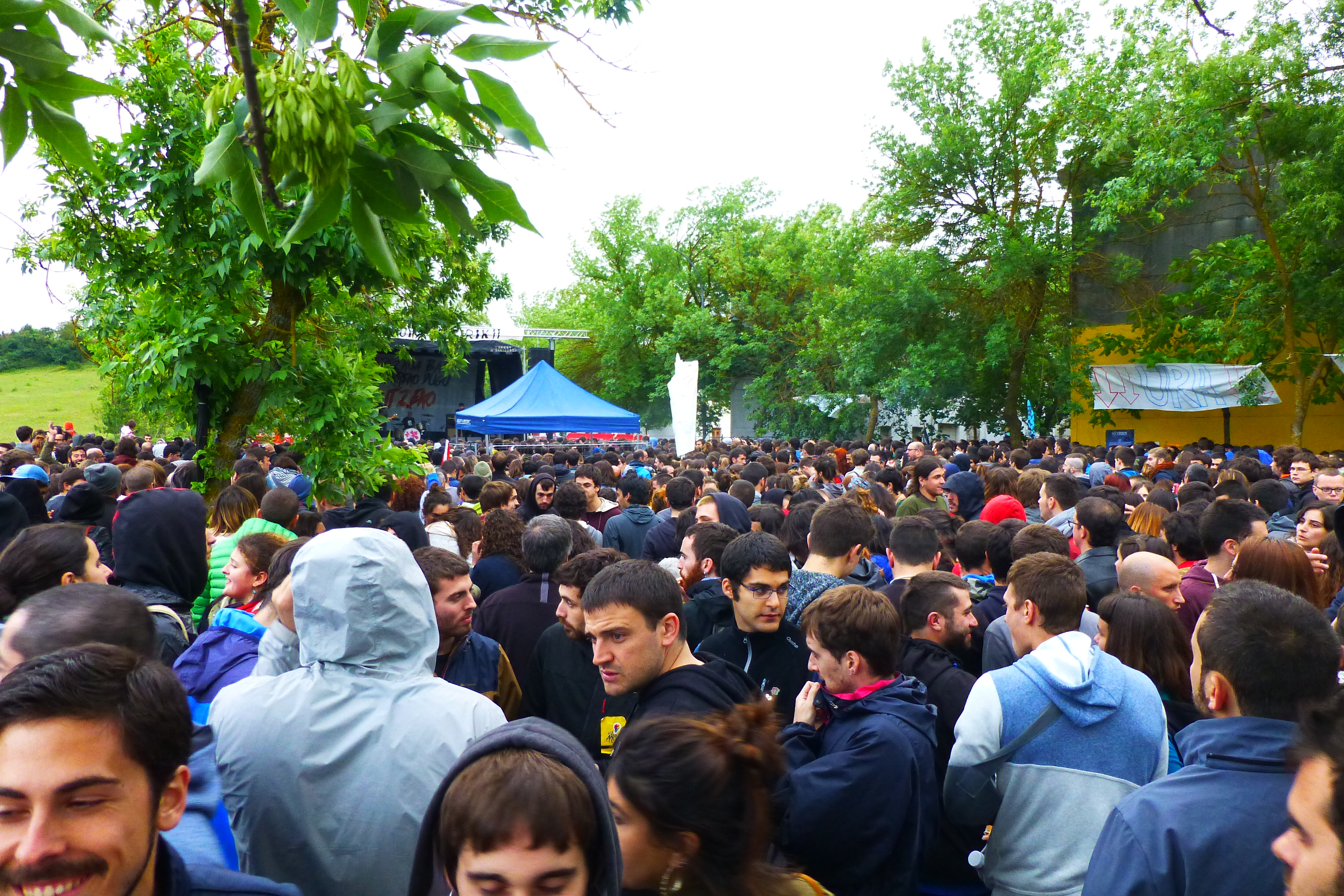

El 12 de septiembre de 2017 la empresa "Ensanche 21", adjudica la redacción del proyecto de derribo del barrio y solicita a la policía municipal la identificación de sus residentes para, posteriormente, proceder a su denuncia.

## El proyecto

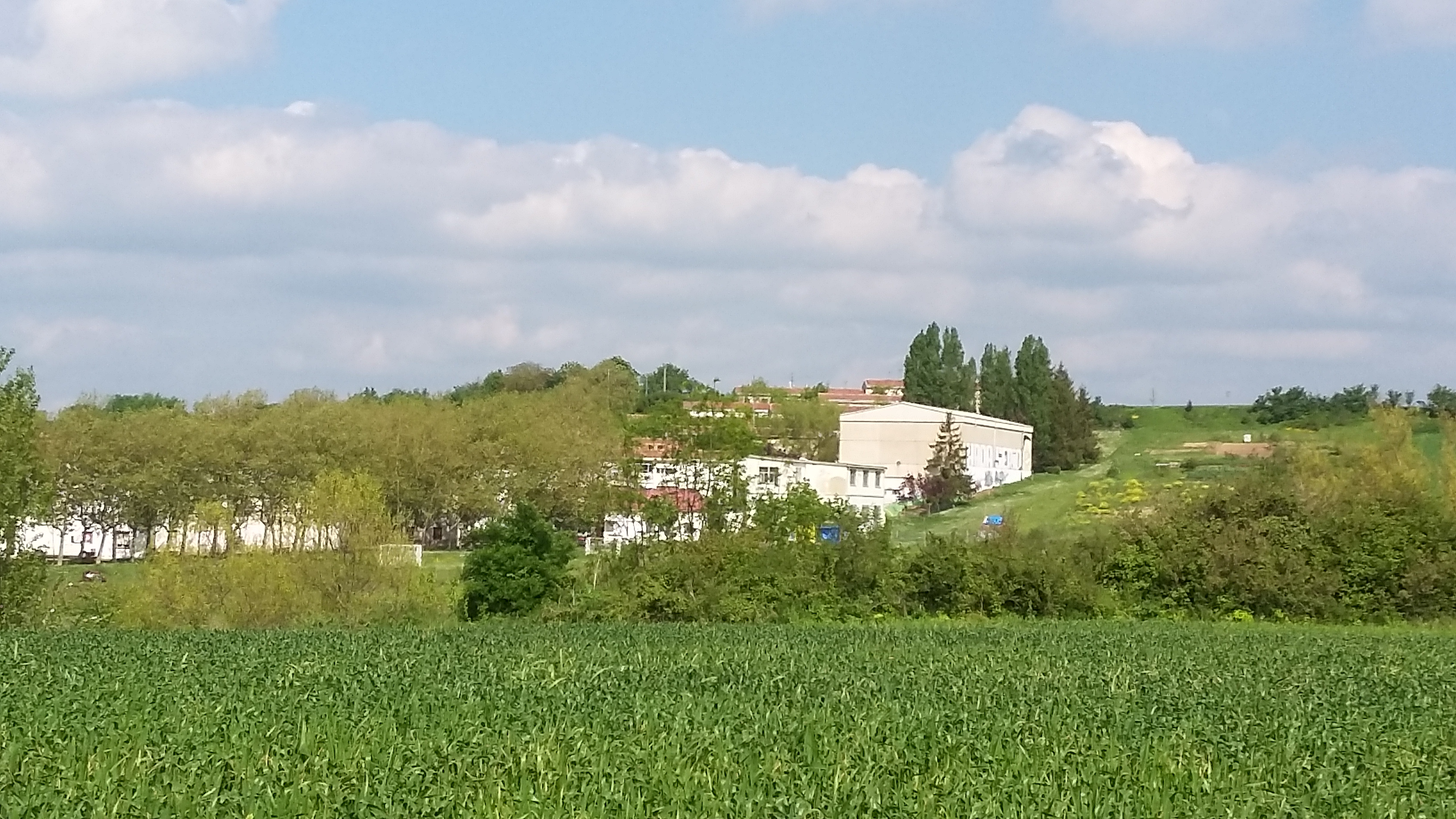
Vista general del barrio desde la zona de huertas.

El 3 de septiembre de 2013, una decena de estudiantes universitarios, con el acuerdo de los escasos habitantes que quedaban en el barrio, ocupan el portal número 26. El edificio estaba tapiado y el barrio condenado a la demolición. Con esta acción se da inicio a un proyecto que merecía llevar el nombre con el que el barrio fue bautizado en su creación "Un mundo mejor". El proyecto, denominado "Errekaleor bizirik", en castellano "Errekaleor vivo", crece llegando a superar el centenar de participantes a finales de 2016 y se convierte así en la mayor experiencia de autogestión realizada en la historia reciente de España.
La acción, fruto de la reflexión sobre la problemática de la vivienda en la juventud, en denuncia de la especulación inmobiliaria se había desarrollado y a la sombra de la cual se quería destruir el barrio para construir uno nuevo con el doble de viviendas, emprendió un camino basado en la autogestión y la decisión asamblearia. El proyecto fue creciendo alcanzando a más de un centenar de jóvenes de toda clase. El movimiento Errekaleor Bizirik lo expresa así 

Aquí vivimos personas con perfiles totalmente diferentes. Hay cuatro familias con hijos, y dentro de poco va a nacer otra criatura. También puedes encontrar profesores de universidad, locutores de radio, albañiles, parados, estudiantes. .../... Este es un barrio autogestionado. Pretendemos ofrecer alternativas al sistema, y las creamos nosotras mismas.

El barrio cuenta con diferentes infraestructuras y servicios organizados desde el proyecto, panadería, huertos, gallinero, biblioteca, guardería, imprenta, frontón, sala de proyecciones y conferencias, sala de exposiciones, tienda de intercambio... que se van ampliando dependiendo de las decisiones que se toman en asamblea que se realizan cada quince días.

### Tras la autosuficiencia energética

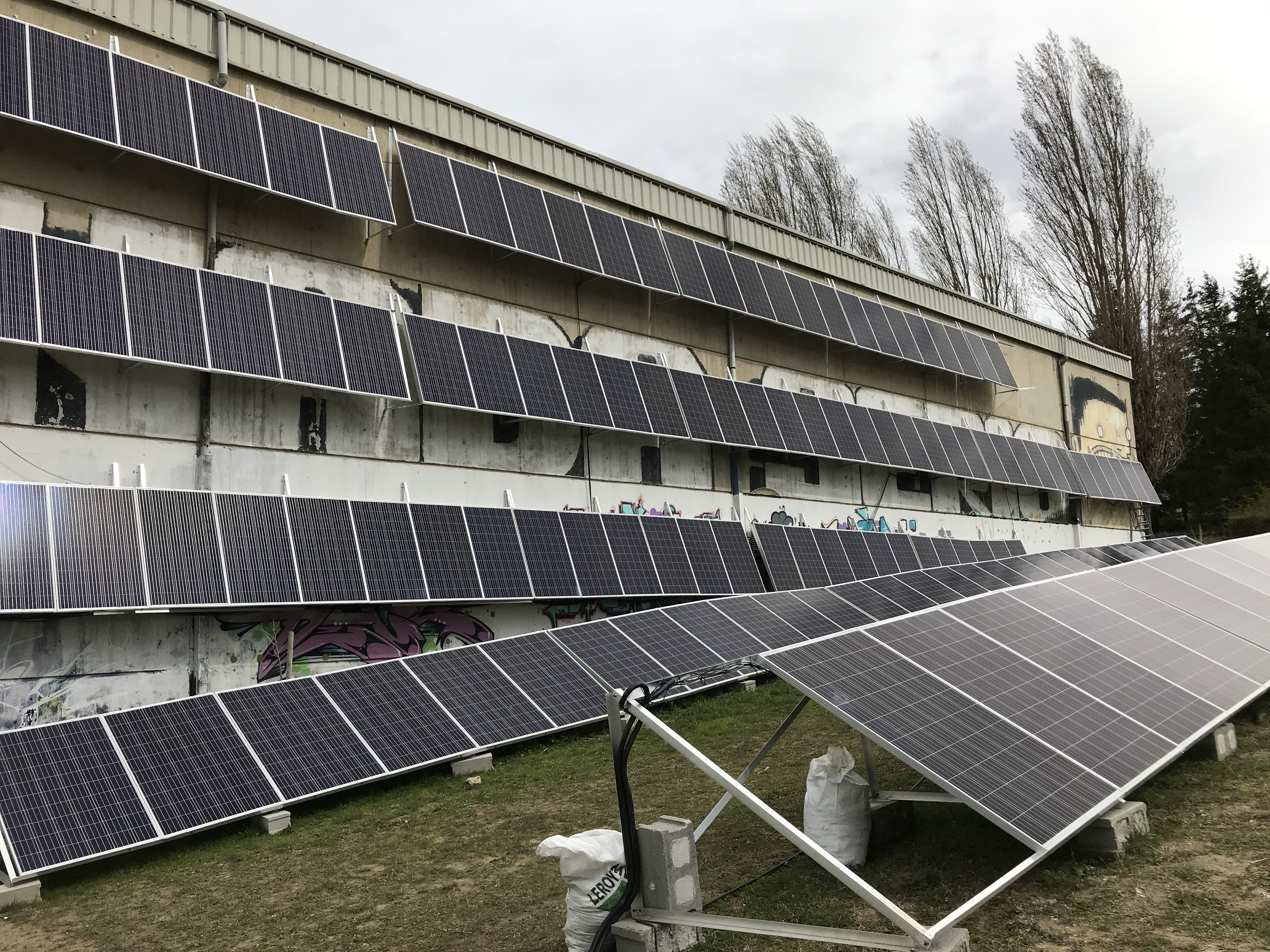
Instalación de paneles solares en Errekaleor.

Tras el corte de energía eléctrica realizado en mayo de 2017 por orden del departamento de industria del Gobierno Vasco y apoyado por el ayuntamiento de Vitoria, los responsables del proyecto de autogestión apuestan por la autosuficiencia energética  y en convertir al barrio en una isla energética alimentada por una instalación de placas solares suficientes para cubrir las necesidades energéticas existentes. De esta forma Errekaleor abre un  frente alternativo en la producción y uso de la energía. Para la realización de ese nuevo proyecto energético, presupuestado en 100.000€,  se abre el 3 de junio de 2017 una campaña de coopfunding  de 40 días de duración. La campaña es un éxito, logrando el objetivo de 100.000€ en 35 días con una participación de más de 1.100 aportadores entres los que figuran ciudadanos particulares y diferentes organismos y organizaciones.

### Murales
Desde el inicio mismo del proyecto las fachadas de las casas del barrio fueron usadas para la expresión artística, siempre con un perfil reivindicativo y alternativo. Se realizaron murales claramente reivindicativos como el que recuerda a Salvador Puig Antich o a  Romualdo Barroso, uno de los obreros asesinados en los sucesos del 3 de marzo de 1976 y vecino del barrio. El primer mural realizado fue el de bienvenida,  dos manos abiertas junto a un gran "Ongi etorri" (bienvenido en euskera) pintado por el artista local Verso. Luego le siguieron otros como  Cuida la tierra, transforma el modelo social y Auzo boterea (El poder del barrio, en euskera), en el que se plasmaron diversas luchas.
Tras el corte de energético que las autoridades realizaron en 2017 para forzar el abandono del barrio, se inició un incremento del street art que, junto a las pinturas de los propios residentes aglutina firmas de muralistas reconocidos internacionalmente. 
En verano de 2017  Blu realizó dos murales que sirvieron como apertura a la colaboración de otros artistas de diferentes países como Nicole Salgar, Escif,  Andrea Btoy, Manolo Mesa o el argentino Tomás Facio, los chilenos de Barricada Gráfica y El Yako o los rumanos Ocu y Kerozen y la estadounidense Nicole Salgar.

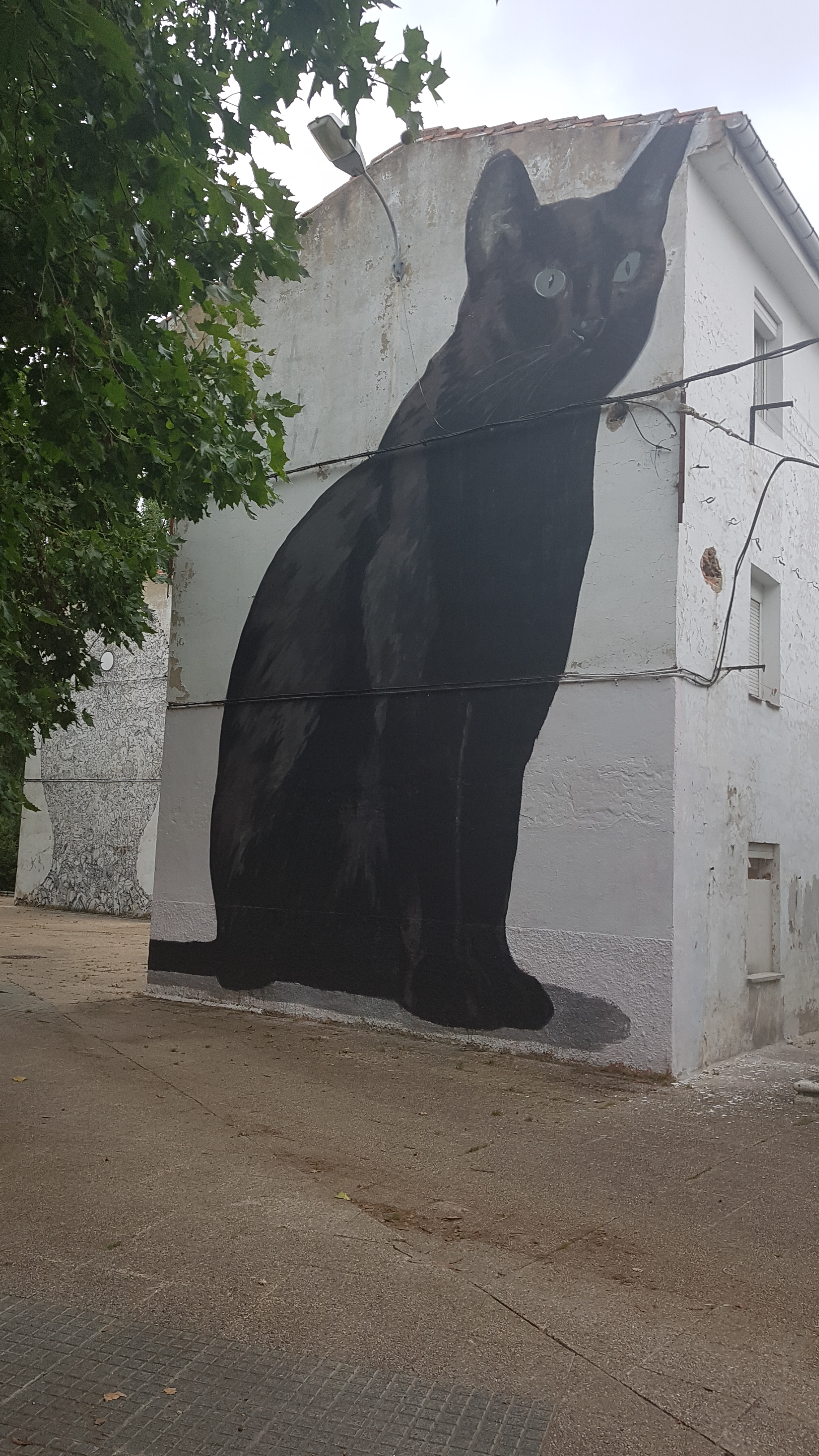
Gauak gureak dira (Las noches son nuestras) pintado por  Escif XLF.
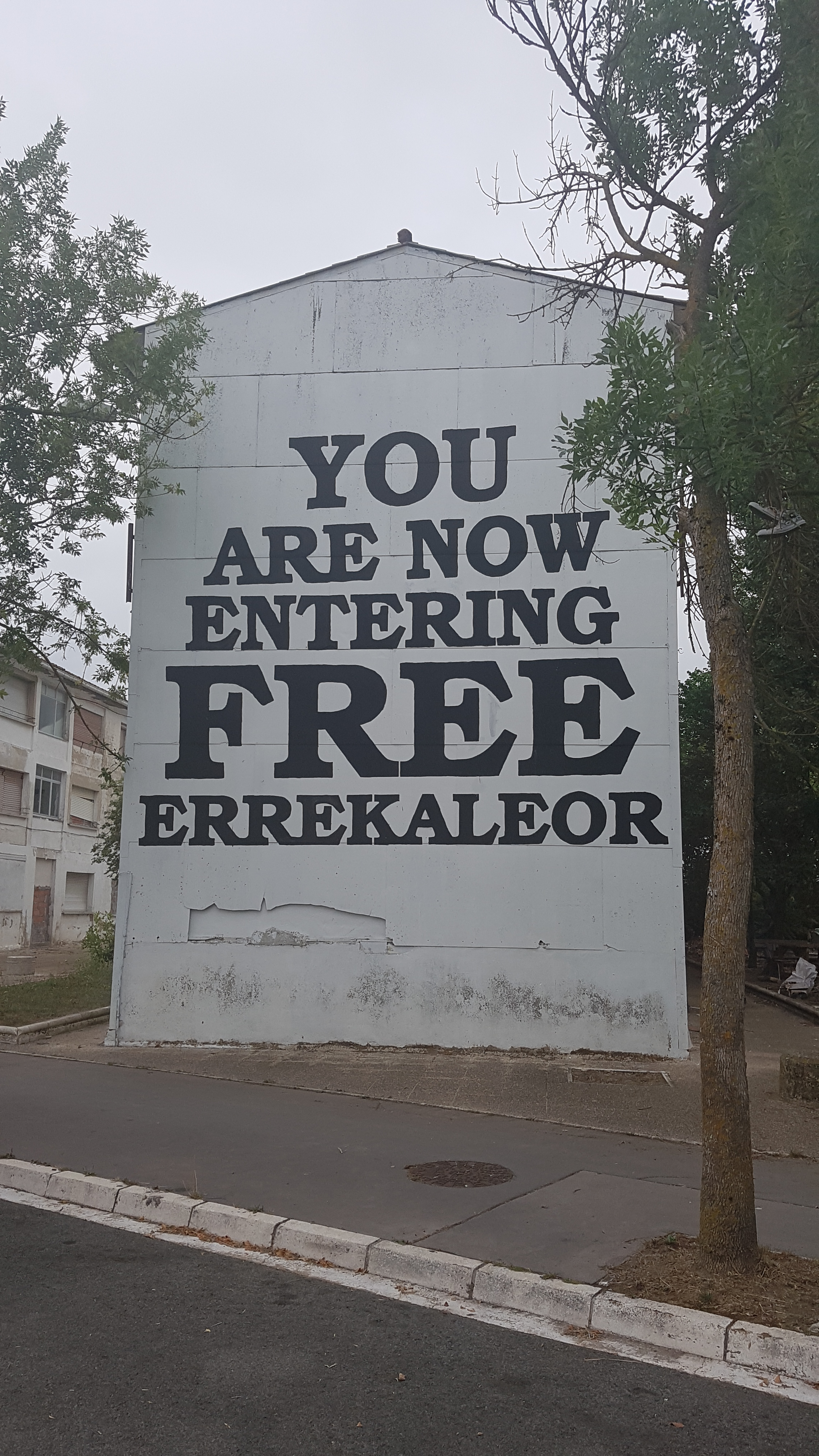
You are now entering free Errekaleor (Estas entrando en Errekaleor libre).
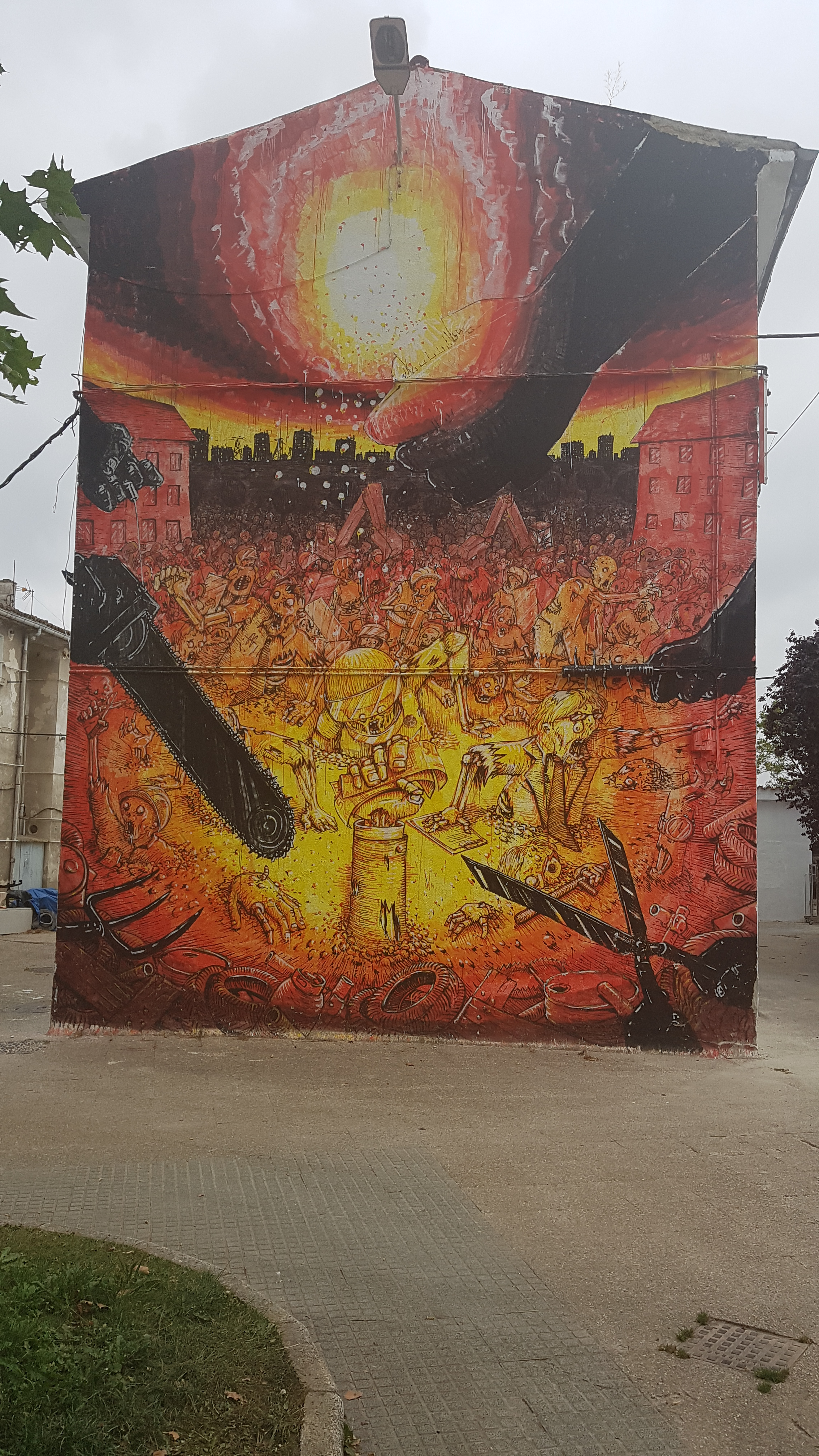
El segundo trabajo de Blu de Blu.
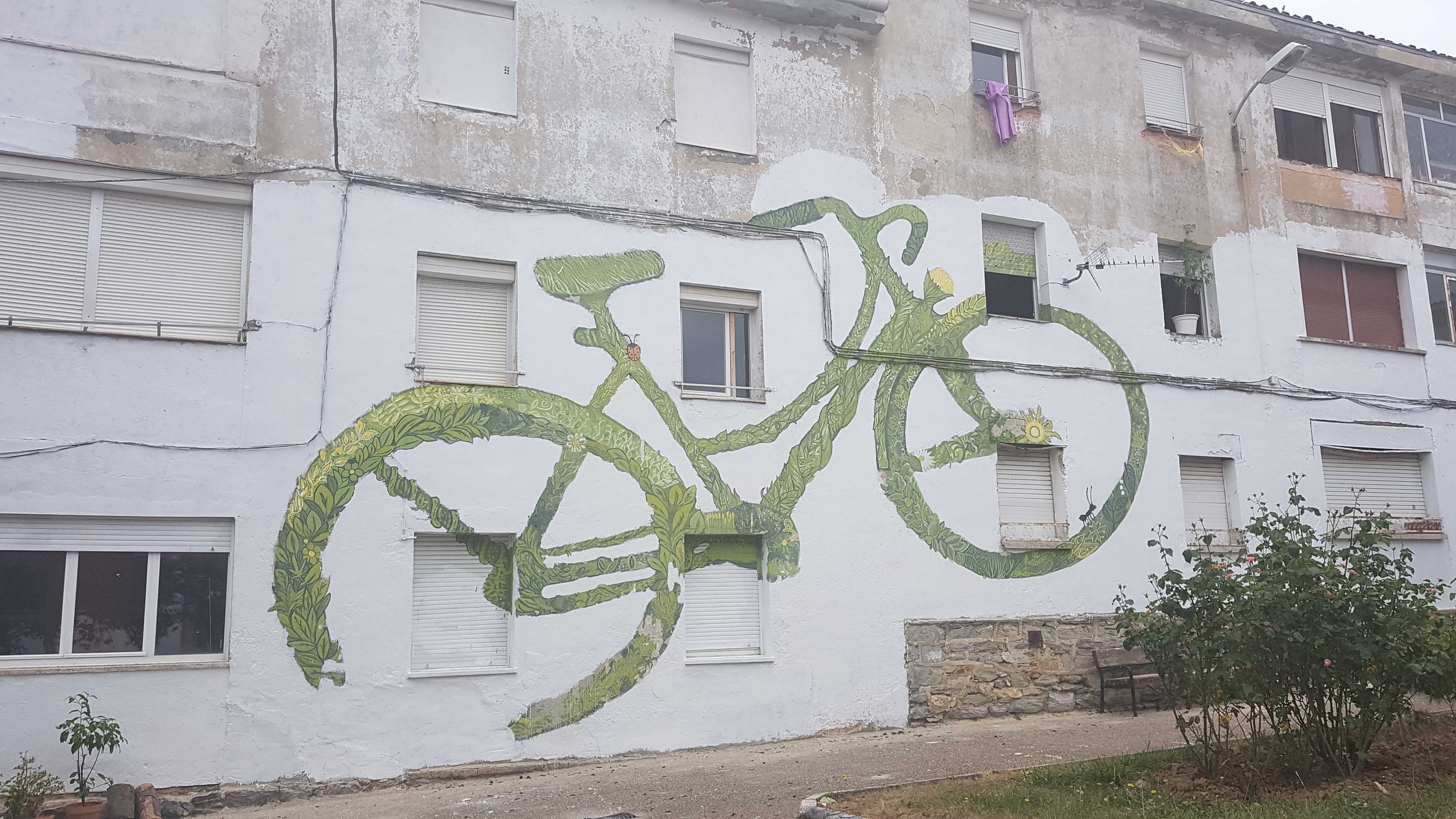
Mural de Txirrinka Iniciativa.
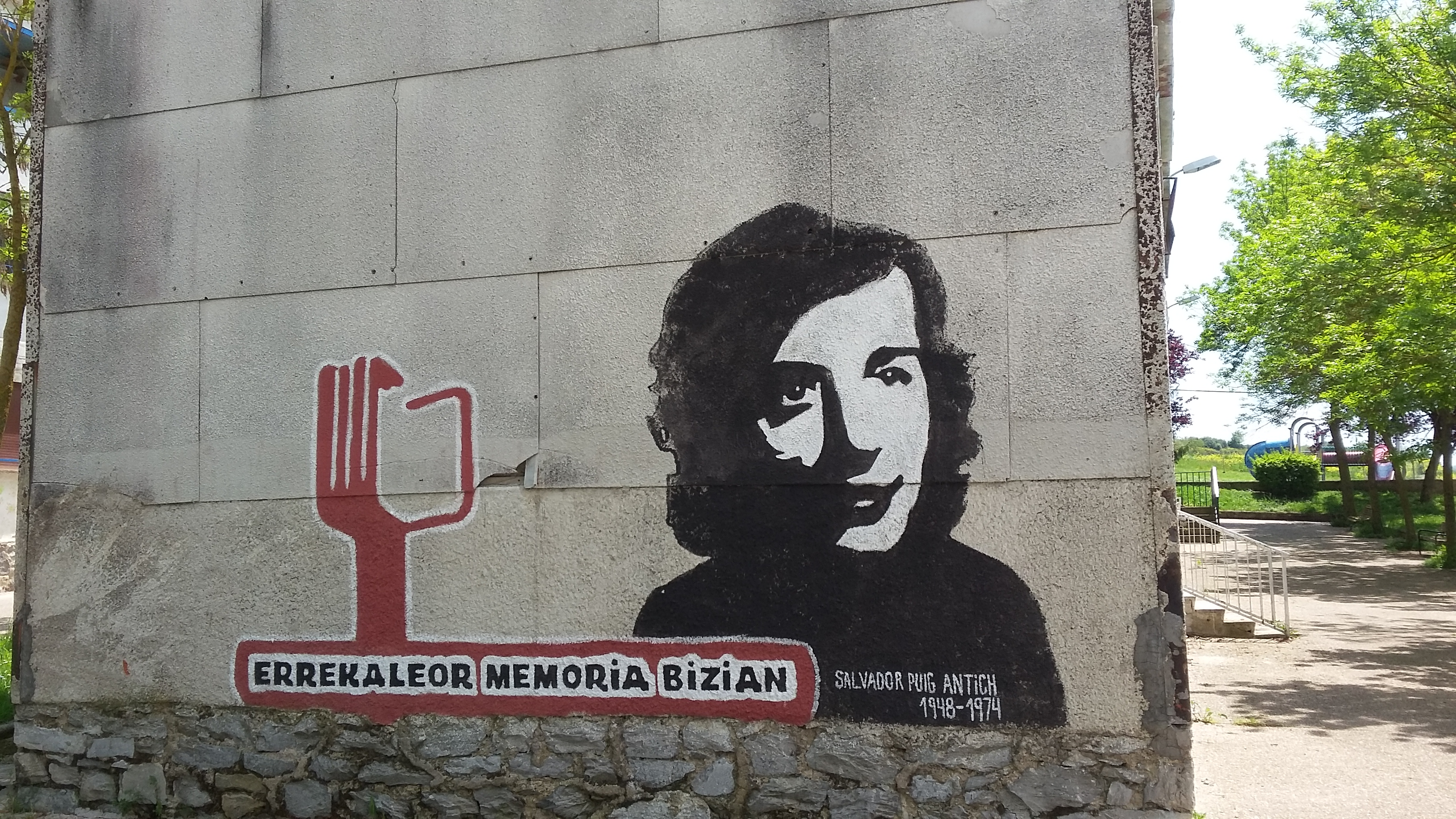
Mural en memoria de  Salvador Puig Antich.

- Wikimedia Commons alberga una categoría multimedia sobre Fotografías de los murales..

#### Muralistas

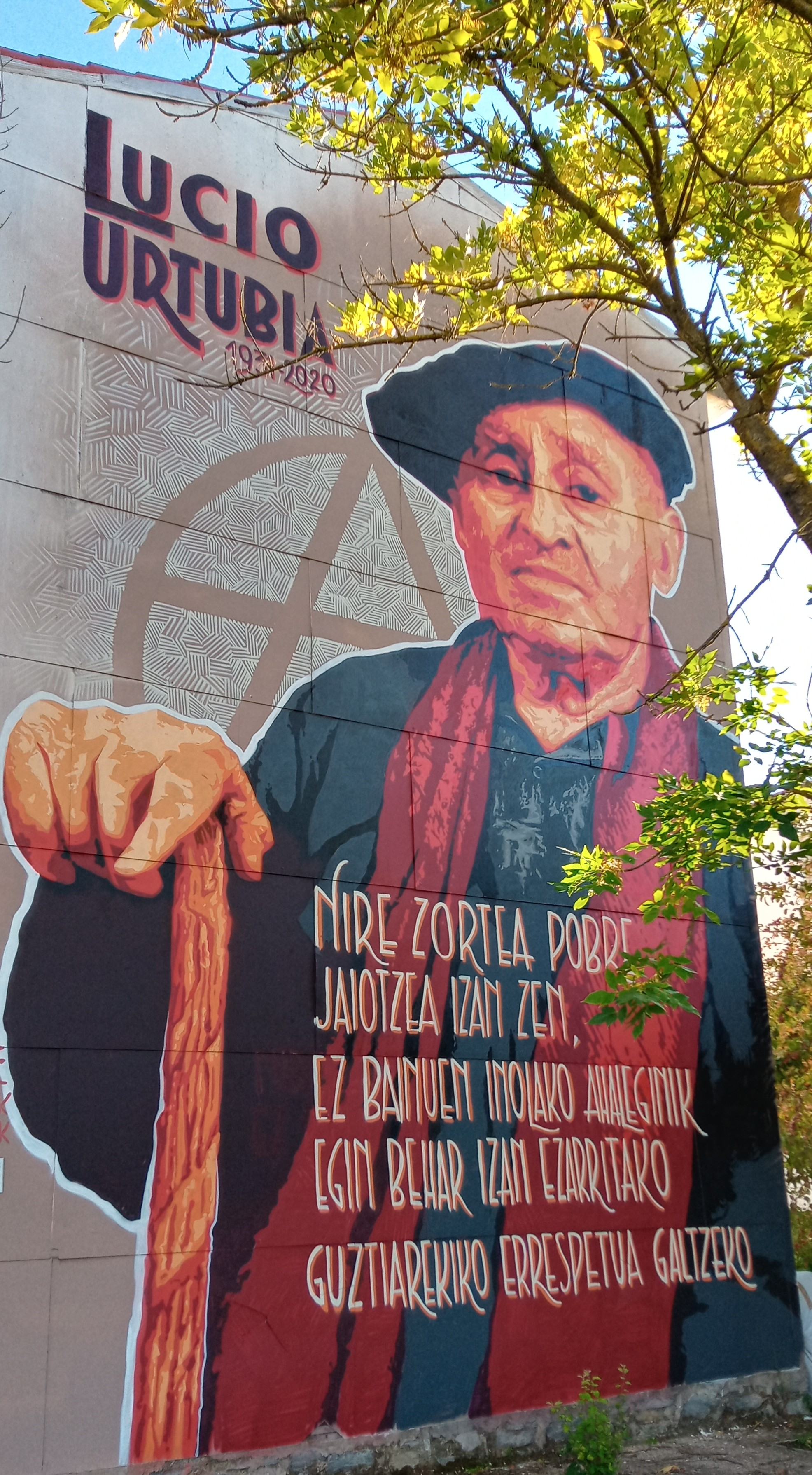
Mural de Lucio Urtubia anarquista navarro.

- Blu (Italia)

Mural: "Refrescando el Ricecraft, convertido en un zombie"
Mural: "El segundo trabajo de Blu"
- Tomás Facio (Argentina)

Mural: "Baserritarra"
- Barricada Gráfica y El Yako (Chile)

Mural: "Ira, la perrita"
- Ocu (Rumanía)

Mural:
- Kerozen (Rumanía)

Mural:
- Nicole Salgar (EE. UU.).

Mural:
- Escif (Valencia, España)

Mural: "Composición de Escif"
Mural: "Katua"
- Manolo Mesa (Cádiz, España)

Mural: La Pegarra
- Zora y Juli (Andalucía y Madrid, España)

Mural:"Aurrera"
- Andrea Btoy (España)

Mural:
- El Rey de la Ruina (España)

Mural:
- Verso (España)

Mural:
- Colectivo Jurassic Walls (EE. UU.)

Mural: "Ongi etorri auzo askera"